# La Promenade
La Promenade (español: El paseo) es una pintura al óleo sobre lienzo del pintor impresionista francés Pierre-Auguste Renoir, de 1870. El cuadro muestra a una joven pareja pasear fuera de la ciudad, por un camino en un bosque. Influenciado por el revivalismo rococó, durante el Segundo Imperio Francés, La promenade refleja el antiguo estilo y los temas de los pintores del siglo XVIII como Jean-Honoré Fragonard y Jean-Antoine Watteau. El trabajo también muestra la influencia de Claude Monet sobre el nuevo enfoque de Renoir a la pintura.